# Parafia św. Stanisława w Gruszczycach
Parafia Świętego Stanisława w Gruszczycach – parafia rzymskokatolicka znajdująca się w diecezji kaliskiej, w dekanacie Błaszki.
Obecny budynek kościoła z 1750 r.,poświęcony w 1753,wyremontowany gruntownie w latach 1957-1969.Obecnie trwa remont zewnętrzny kościoła .